# 銀杏岡のイチョウ

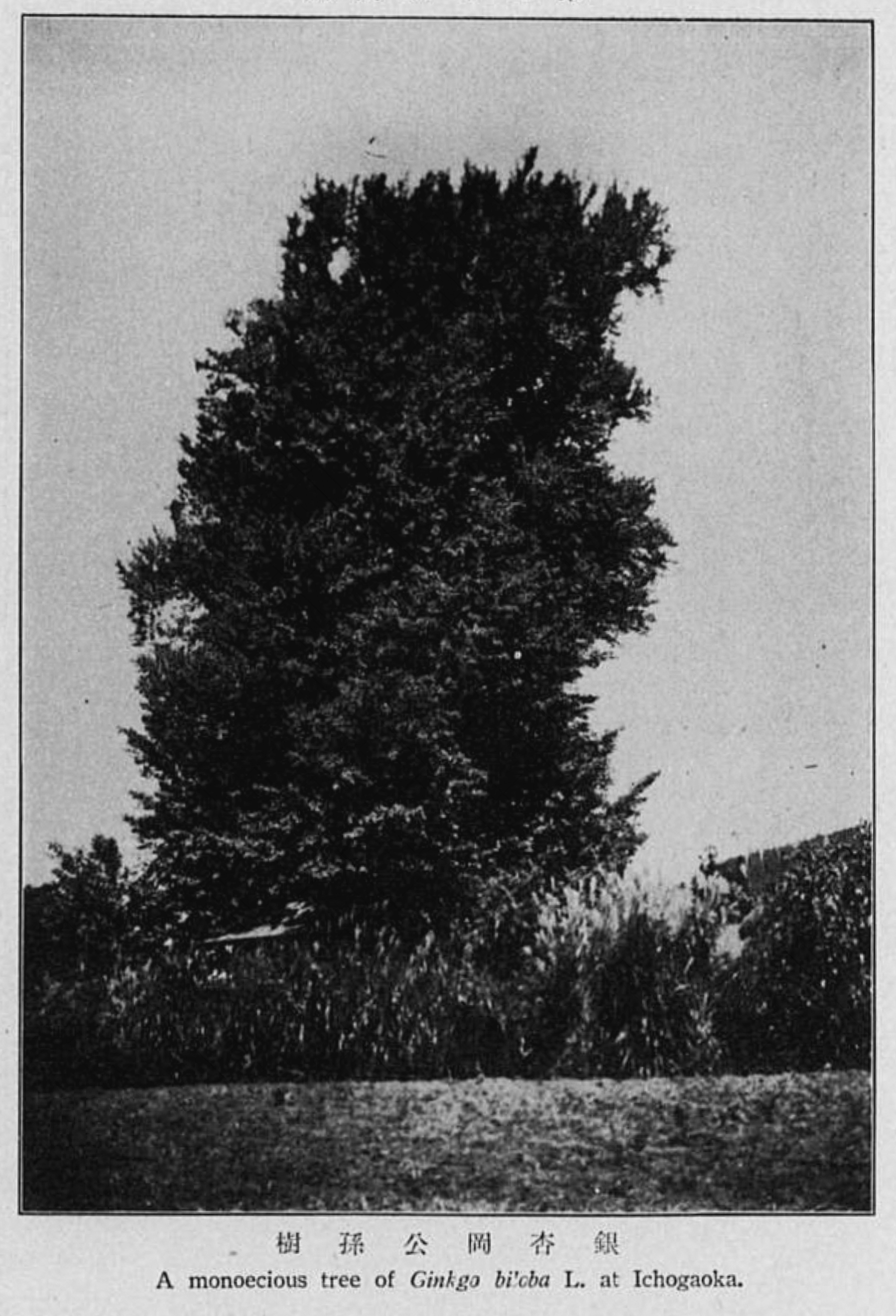
銀杏岡のイチョウ（1932年）

銀杏岡のイチョウ（いちょうがおかのイチョウ）は、岩手県花巻市東和町東晴山に生育するイチョウの巨木（雄株）である。樹齢は約510年といわれ、1931年（昭和6年）に国の天然記念物に指定された。この木は雄株でありながら一部の枝が雌花を咲かせるという性質を持ち、学術上も有益な標本であった。しかし、1972年（昭和47年）に台風の被害に遭って大枝が折れるなど大きな損傷を受けたため、1973年（昭和48年）4月に国の天然記念物の指定が解除となった。1974年（昭和49年）、東和町（当時）は改めてこの木を町指定の天然記念物と決めている。

## 由来
この木は「銀杏岡」と呼ばれる個人所有の丘陵上に生育している。推定の樹齢は約510年といわれ、1981年（昭和56年）刊行の『天然記念物事典』によると、根元の周囲は約8.80メートル、目通り幹囲は約7.40メートル、枝張りは根元の外側から測った数値で東西両方とも約9.40メートル、南方に約9.70メートル、北方に約9.16メートルあり、幹の内部に空洞があった。花巻観光協会公式サイトによると、1971年（昭和46年）には樹高32メートル、根元の周囲は9.4メートル、目通り幹囲は7.1メートル、枝の範囲は東西に24.5メートル、南北に21メートルを測った。
雌雄異株の植物として知られるイチョウの雄株であるこの木は、地上から約12メートルの高さから生え出た横枝1本が「雌花」を咲かせて種子をつけるという生態を呈していた。そのため、この木は部分的にではあるが、雌雄同株のイチョウという様相を見せていた。その他に、多裂状や嚢状のような奇形の葉を生じさせる枝もあった。植物における性の変異を示す点において、「学術上有益な標本」であった。
銀杏岡のイチョウは1931年（昭和6年）2月2日、史蹟名勝天然紀念物保存法（当時）に基づいて国の天然記念物に指定された。しかし1972年（昭和47年）に台風の被害に遭って大枝が折れるなどの大きな損傷を受けたため、1973年（昭和48年）4月6日に天然記念物指定が解除となった。
東和町（当時）は1974年（昭和49年）12月25日に改めて銀杏岡のイチョウを町指定天然記念物とし、引き続いて花巻市指定天然記念物となった。その後、2000年（平成12年）にも強風による被害を受けて北西側に伸びていた大枝が折れ、さらに木のスケールは小さくなってしまった。この木を保護するため、折損部を屋根で覆って雨から防ぐなど、傷みを進行させないための対策がなされている。

## 交通アクセス
所在地
- 岩手県花巻市東和町東晴山5-53

交通
- JR東日本東北新幹線・釜石線新花巻駅より車で約12分、またはJR東日本釜石線晴山駅から徒歩約30分[2]。
- 釜石自動車道「東和IC」より車で15分[2]。